# Koke (Kastre)
Koke es una localidad situada en el municipio de Kastre, en el condado de Tartu, Estonia. Según el censo de 2021, tiene una población de 53 habitantes.